# Medicina (canção)
"Medicina" é uma canção da artista musical brasileira Anitta. Foi lançada em 20 de julho de 2018 pela Warner Music.

## Antecedentes
No dia 20 de junho, aproveitando o lançamento de uma nova ferramenta da rede social Instagram, Anitta aproveitou para iniciar a divulgação de seu próximo single. Em um formato de reality show, a cada semana era lançado um novo vídeo no IGTV fazendo com que os fãs acompanhassem de perto o processo de escolha do próximo single. As candidatas eram "Medicina" ou "Veneno" culminando na vitória e consequente lançamento da primeira. Os vídeos abordavam todo o processo por trás do lançamento de uma música como estratégias de marketing, ideias para a gravação do vídeo musical, entrevista com os compositores e produtores da faixa. Além de todo o seu time internacional contando com a Warner Music, Rodamoinho e Shots, também houve aparições de várias personalidade como Alesso, Lele Pons e Rudy Mancuso

## Gravação e composição
A faixa foi composta por Mario Cáceres, Mauricio Montaner, Andy Clay e Jon Leone que também é o produtor. A voz das crianças ouvidas na faixa são as vozes dos filhos de Mario Cáceres, Mia e Sebástian Cáceres, um dos compositores da faixa.

## Desempenho comercial
Já no dia do seu lançamento a faixa atingiu o topo do iTunes Brasil e o 4º lugar na Argentina e 8º lugar em Portugal. Passada as primeiras 24 horas de lançamento foram registradas entradas  entradas no iTunes do México (#80) e Espanha (#42).
No Spotify Global, a música entrou no Top 100 na primeira atualização do ranking após o lançamento. Medicina apareceu na 61ª colocação – a terceira melhor estreia do dia apenas atrás de “Natural”, do Imagine Dragons (#48) e “you should see me in a crown”, da Billie Eilish (#52). A canção também entrou em 20º entre as mais ouvidas na plataforma de Portugal, em 100º no Uruguai, 146º na Bolívia e 153º no Paraguai. No Brasil, Medicina estreou direto no primeiro lugar do Top 50 das mais ouvidas no Spotify.

## Recepção crítica

### Brasileira
A crítica brasileira foi mista na recepção da faixa. Em texto assinado por Rodrigo Ortega na editoria Pop & Arte, o G1 escreve Anitta só conseguia relevância em seus lançamento no mercado latino quando estava ao lado do rapper colombiano J Balvin. A artista incomodada com essa crítica foi ao Twitter e rebateu da seguinte forma: "Explicando um pouco sobre carreira e gráficos de crescimento com exemplos práticos. Antes do meu país me conhecer com “show das poderosas” eu tive 5 singles trabalhados. Nestes meu alcance era regional carioca em sua maioria (por ser meu local de origem) respingando um pouco nas suas adjacências. Com “show das poderosas” houve um pico bem parecido com o de “Downtown”, citado na matéria. E logo depois uma pequena queda para o singles seguintes muito comum depois de picos grande como esse (favor analisar qualquer gráfico de crescimento). Depois de mais de um ano a música que conseguiu chegar próximo deste patamar foi “zen”, mesmo assim nada comparado à rapidez meteórica dos resultados o primeiro grande hit. Depois mais uma pequena queda nos singles seguintes após o pico de zen e seguimos estáveis até BANG, feito alguns vários anos depois. Isso tudo para explicar que… assim funciona um projeto de carreira. Sem pressa e desespero de meter os pés pelas mãos de frustrando com coisas naturais como curso normal de um gráfico de crescimento temporal. Depois de bang ouve mais uma pequena queda e estabilidade até chegar Vai Malandra anos depois. Não há como comparar a rapidez de resultados de um mercado trabalhado por 7 anos incessantes com a de um mercado que começou a ser explorado há apenas 1 ano. Obrigada."

### Internacional
Já na crítica internacional a faixa foi coletou diversas críticas positivas. O website Vulture elencou Medicina como uma das cinco melhores faixas lançadas naquela semana ao lado de Tyler, The Creator, ASAP Rocky e The 1975. Destacando a quebra do patriarcado o site escreveu: "Quando falamos de reggaetón, muita conversa é centrada em homens. Sempre foi assim, mas Anitta está prestes a mudar isso. A cantora brasileira é uma das maiores estrelas pop do mundo latino (ela até tem seu próprio reality show da Netflix). Ela colaborou com J Balvin e agora está fazendo uma peça ainda maior para ouvidos seus ouvintes com seu novo single em espanhol ‘Medicina’. (Ela começou a lançar músicas na língua no ano passado). É impossivelmente contagiante – há crianças nos vocais de fundo, na medida certa – mesmo assim o ‘da-da-dámelo otra vez’ gruda permanentemente na sua cabeça”. Jessica Roiz da Billboard disse que "“Desde o início, devemos admitir que o novo single da Anitta, ‘Medicina’, é tão contagiante e cativante quanto todas suas outras músicas. O que nos chamou a atenção, no entanto, é o colorido do clipe que nos leva ao redor do mundo. E, depois, claro, há o novo penteado da Anitta”. Mike Nied escrevendo para o Idolator teceu os seguintes comentários "“A deusa pop brasileira Anitta tem um sucesso em suas mãos com o novo single, ‘Medicina’. (…) Considerando seu bando de lançamentos, não é de se surpreender que seu último hino seja sobre as propriedades transcendentais da música. Ao longo da produção brilhante, ela alude à capacidade de encontrar cura na batida. (…) parece que ela vai subir nas paradas com seu novo single”.

## Vídeo musical
Dirigido por Harold Jiménez, da equipe 36 Grados, o vídeo foi idealizado para ser gravado em 6 (seis) países — Colômbia, Hong Kong, Índia, Estados Unidos, África do Sul e Brasil — e foi gravado ao longo de julho. Anitta filmou suas partes na Colômbia no dia 2 de julho e a equipe seguiu viagem pelos outros países ao longo do mês. A edição final só ficou pronta no dia 18 de julho, dois dias antes do lançamento.
A canção quis mostrar que a música é algo sem fronteiras e que promove a união entre as culturas, independente do idioma. As crianças no videoclipe representam o futuro de cada parte do mundo. "Elas representam a pureza e a tolerância", diz Anitta.
A fumaça colorida que a cantora segura em diferentes frames simboliza a "medicina" (remédio em espanhol). "É uma forma de representar a poção que voa pelo ar e chega a cada país, mudando as crianças e os enchendo de alegria. Foi um trabalho fascinante poder capturar a energia de cada país", diz o diretor.
"O cabelo verde entra como uma complementação de cores. É jovem e alegre como a música. Para o look amarelo, usei um cabelo longo com uma textura mais natural e sexy", disse Henrique Martins ao ver as locações do videoclipe, que assina a beleza do clipe.
Sobre o figurino, disseram: "Quisemos trazer referências da mulher latina em todos os looks, mas não de uma forma tão óbvia. Optamos por algo mais urbano. Os tons são amarelo bem solar e lavanda intenso. Optamos também pela transparência que imprime bem a parte mais sexy da Anitta", explica o stylist André Philipe. Já os figurinos das crianças são inspirados nas cores e culturas de cada país. "Na cena daAnitta com as crianças, quisemos mostrar a diversidade da América Latina. Para o continente Africano, por exemplo, usamos um vermelho quente, que combina com o chão terroso. Para as crianças das tribos indígenas, usamos tons de verde, que são o match natural", detalha a diretora de styling Carolina Serra.
Em 10 de agosto de 2018, foi lançado o vídeo vertical através do aplicativo Spotify, na playlist "¡Viva Latino!".

## Lista de faixas
| Download digital |            |                                                                      |         |  |
| N.º              | Título     | Compositor(es)                                                       | Duração |  |
| 1.               | "Medicina" | Larissa Machado Mario Cárceres Mauricio Montaner Andy Clay Jon Leone | 2:21    |  |

## Créditos
Créditos adaptados do Tidal.
- Anitta – composição, vocal
- Mauricio Montaner - composição
- Jon Leone - composição, produção
- Mario Cáceres - composição
- Andy Clay  - produção

## Prêmios e indicações
| Ano  | Prêmio                      | Categoria    | Resultado | Ref.   |
| ---- | --------------------------- | ------------ | --------- | ------ |
| 2018 | Latin American Music Awards | Clipe do Ano | Venceu    | [ 14 ] |

## Desempenho nas tabelas musicais
| País — Tabela musical (2018)                | Posição de pico |
| ------------------------------------------- | --------------- |
| Argentina (Billboard Hot 100)               | 43              |
| Brasil (Billboard Hot Pop Songs)            | 1               |
| Brasil (Pro-Música)                         | 4               |
| Chile (Monitor Latino)                      | 14              |
| Colômbia (National-Report)                  | 41              |
| EUA (Billboard Latin Pop Songs)             | 35              |
| EUA (Billboard World Digital Songs)         | 20              |
| México (Billboard Mexico Airplay)           | 27              |
| Portugal (AFP)                              | 15              |
| Portugal (Billboard Portugal Digital Songs) | 1               |
| Venezuela (National Report)                 | 47              |

## Vendas e certificações
| Região                                                        | Certificação | Vendas  |
| ------------------------------------------------------------- | ------------ | ------- |
| Estados Unidos (RIAA)                                         | Ouro         | 30,000‡ |
| ‡vendas+valores de streaming baseados somente na certificação |              |         |